# いえーい
いえーいは、不動産に関する検索エンジンである。正式名は「不動産公開検索所の実験システム」。
早稲田大学ファイナンス研究科において運営され、日本の不動産情報の概況が検索できる実験サイトとして2007年2月に公開された。その後2007年9月3日に「いえーい」と名称を変更している。なお、早稲田大学が作った検索エンジンには千里眼（サービス終了）がある。
2009年1月末日をもって、公開の社会実験は終了するとともにサービスも終了した。公式ブログによると次世代サイトの登場が予告されていたが、2009年2月に東京不動産取引所の検索エンジンを採用し再び公開された。

## 概要
日本の不動産情報の概況が検索できるサイトとして登場した。不動産情報の流通、不動産の価格形成メカニズムの分析や不動産取引の指標に関する研究を行っている。当初3人の大学院生が実験的に作ったとされ、出来が良かったことからそのまま非商用の研究目的で運営されることとなった。大学の研究から生まれた経緯も似ていることから不動産版Googleと称されることもある。現在システム開発は検索エンジンのSAGOOLをベースにチームラボが担当し、不動産市場の可視化に取り組む大学院の研究室と独自のWeb技術を持つ集団のコラボレーションから生まれた異色なサイトとなった。
2007年7月に日経産業新聞の1面に取り上げられ、検索エンジンの仕組みが一部明らかとなった。検索エンジンがインターネットの情報の中で不動産広告だと判定するとその情報が蓄積され、次に検索所のサイト利用者の検索により情報が一覧で表示され、地図上にプロットされるようになっている。これらの仕組みは人間を介さず全自動で実現されている。
登録物件数は売買物件で50万件以上、賃貸物件で200万件以上の物件から検索が可能である。通常の住所、駅名の検索以外に、フリーワードによる検索も可能となっている。外見は2つの検索窓から構成され、左側に場所（住所、駅名など）、右側にキーワードを入力すると不動産物件がGoogle マップを用いた地図に表示される。左側を空欄にすると全国の物件を表示する。検索結果から不動産情報について詳しく知りたいときは、引用した不動産サイトにすぐに移動できるようになっている。
画面はAjaxを多用している。物件の検索とエリア情報の検索が可能で、エリア情報はAdobe Flashを用いた地価情報（地価公示、地価調査価格）や、Google マップのStreet Viewに似た360度写真（東京中心部のみ）も見ることができる。2007年11月から相関マップ検索という検索方法を追加している。
引き続きインターネット時代における不動産情報の流通のあり方に関する研究、不動産インデックスに関する研究を行ない、非営利・非商用の社会実験サイトとして運営されている。そのため、トップページには検索窓のほかに、平均利回りや平均価格などのインデックス（指標）がリアルタイムで表示されている。

## 歴史
- 2007年2月 不動産公開検索所の実験システム (www.ejuutaku.org) として公開（「いえーい」の前身）
- 2007年7月 メンテナンスによる休止
- 2007年9月 別ドメイン (www.ie-ei.jp) にて「いえーい」として再開
- 2007年11月 相関マップ検索による検索方法を追加
- 2008年2月 検索窓の提供開始
- 2009年1月 1月末日をもって実験は終了し、サイトは閉鎖
- 2009年2月 「いえーい運営委員会」が運営主体となり、東京不動産取引所 (www.reet.jp)の検索窓を採用し再オープン
- 2009年3月 東京不動産取引所の実験公開も終了し、サイトは閉鎖

## 詳細

### 不動産インデックス

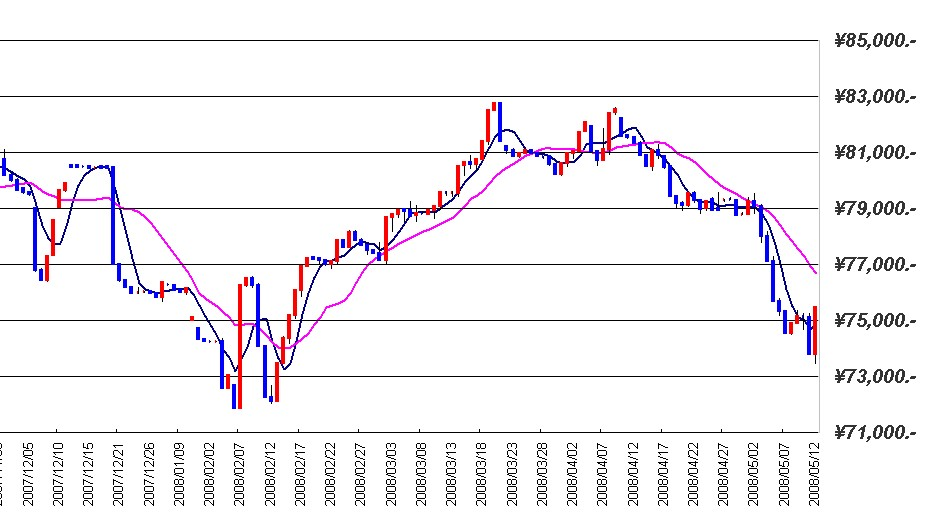
「いえーい」による不動産日次インデックス（賃料）

不動産インデックスに関して求められる要件は、リアルタイム性、客観性、網羅性の3つが考えられる。従来、日本における不動産に関するインデックスは公示価格、地価調査価格のように全国を網羅するが、1年ごとに評価人により評価され公開されるものであったり、不動産投資家にアンケートを記入してもらいそれを統計処理するものや、毎月発表されても調査範囲が東京中心部に限られていたりいずれも特徴がある。
「いえーい」の表示する平均利回り、平均価格などのインデックスは日本に存在する売出、貸出情報を網羅しているといわれ、計算はすべてシステムが一定の方法で行っており、人間の意志の介入の余地がなく、しかもリアルタイムに現在の不動産流通市場の状況が表示されている。すなわちトップページには過去に例のないインデックスデータが「不動産公開取引の状況」として提供されていることになる。実際にサイトの様子を見ると、ほぼ1～2時間ごとに再集計されているようである。また、運営者のブログによると、この不動産流通市場の状況の数値は、一定の方法で物件の重複を取り除いてから計算されている。
この方法で計算された不動産市況の日足が公式ブログで公開されている（右上図）。

### ユーザインタフェース
ユーザインタフェースは、独自の知的検索エンジンにより検索条件に合うものを抽出し一覧表示している。
検索する場合にはまず売買か賃貸を選び、次に2つあるテキストボックスの左側に地域または駅、右側にバルコニー、南向きなどのキーワードを入力するようになっている。そのため、たとえば左側を空白にした上で右側に「景色」とだけ入力すると、全国の景色のきれいな不動産情報が表示される。
検索機能の使い方は単純であるが、そのほかに
- 賃貸と売買物件を変更できる。
- エリア情報には周辺の施設が表示される。
- 360度の画像で周辺の環境が確認できる。
- ログインしなくても検索履歴が残る。
- ブログに貼り付けるためのタグを出力できる。
- 検索条件を保存できる。
- 保存した検索条件で一定時間ごとに検索結果をメールで送る。

などの機能がある。
ユーザインタフェースはAjaxを用いた意欲的な作りであったことから、サイトオープン初日から様々なIT系のニュースサイトやユーザー参加型の情報交換サイトで上位に取り上げられ、さらにはWebデザイナー向け雑誌の特集ではプログラムソース付きで紹介されたこともある。
また、2007年11月から相関マップ検索という検索方法が追加された。これは、ある場所に関係の深いとされる別の場所をプログラムが指摘して表示することができる機能で、利用者は自分でも気がつかなかった場所で不動産の検索ができるというものである。実際には、羽田空港駅の近くに関西空港駅が表示されるように、必ずしも物理的に近い場所が表示されるとは限らないようである。

### 不動産情報流通
不動産の情報流通については、ここ1 - 2年の間に、米国ではtrulia.comやzillow.comなどの横断的な検索機能を持つサイトが、米国の不動産の代表的なサイトとして認められていることも、このサイトが登場する背景の一つとして取り上げられている。
「いえーい」で検索して表示された不動産の詳細に関して知りたいときには各情報に引用元のリンク先が設けられ、リンク先から直接不動産会社または不動産サイトの該当ページに移動し、そこで不動産会社に問い合わせるようになっている。この点も、不動産広告サイトとは異なる特徴で、不動産会社のサイトのアクセス数を増加させるという（不動産会社または不動産情報サイトの）メリットにもなっている。
また掲載が終了された物件は自動的に「取扱が終了した」旨の表示がされるほか、「誤りを報告」することもでき、情報の正確性に配慮されている。

### その他
- 「いえーい」は、「いえを探すいえーい」というダジャレ的な意味と、「不動産情報に関する国際実験」という意味を持たせている（直訳すると「International Experiment for Estate Information」となるから）。
- BS11で時東ぁみとお笑いタレントのWコロンが司会をする『不動産王』という番組（毎週月曜日24時～24時30分）でよく取り上げられている。番組では、膨大な不動産物件数から計算される平均単価、利回りなどのインデックス指標を使って不動産投資の検証に使われている。

## プレスリリースなど
- 不動産証券化協会会報ARES第27号（2007年5月）
- 月刊プロパティマネジメント2007年8月号特集「不動産＋ITがもたらす新市場とビジネスモデル」
- 週刊住宅（東京版）2007年9月10日号7面記事「ネット上の不動産情報網羅」週刊住宅新聞社
- Web Designing 11月号特集「ユーザーの心に響くAjax」毎日コミュニケーションズ
- NHKクローズアップ現代2007年11月14日放送「土地の値段に異変あり」
- Web Designing誌「MIW(Most Inpressive Website)2007特別賞」受賞
- 週間全国賃貸住宅新聞2008年1月7日号1面「新春特別インタビュー」同新聞記事リンク
- プレジデント2008年7月14日号(6月23日発売)スペシャル・レポート『もう騙されない！素人でも本当の価格がわかる「革新的検索エンジン」とは？』プレジデント社 記事概要